# Myriam De Clopper

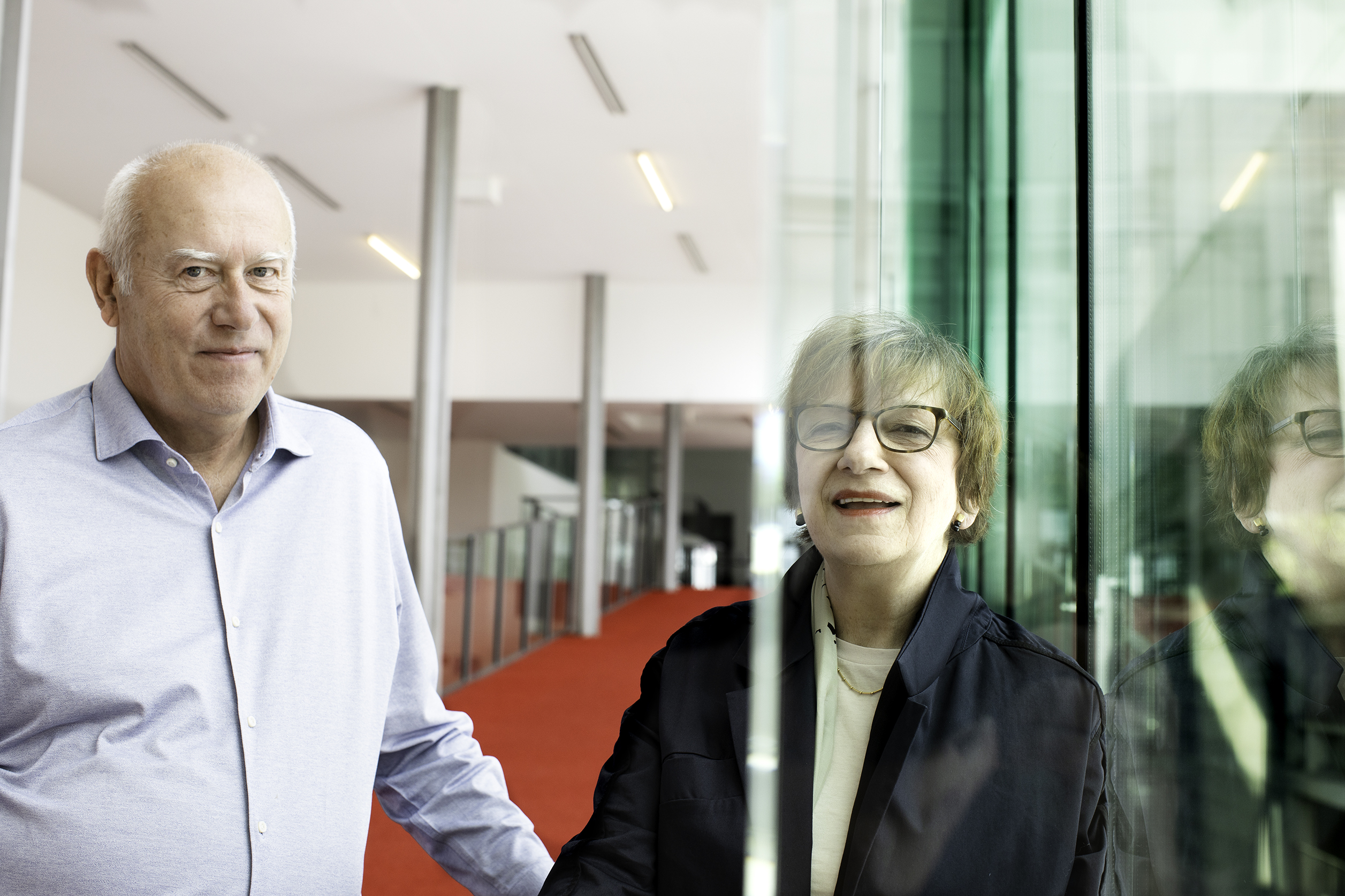
Myriam De Clopper (Rechts) met Jerry Aerts (2020)

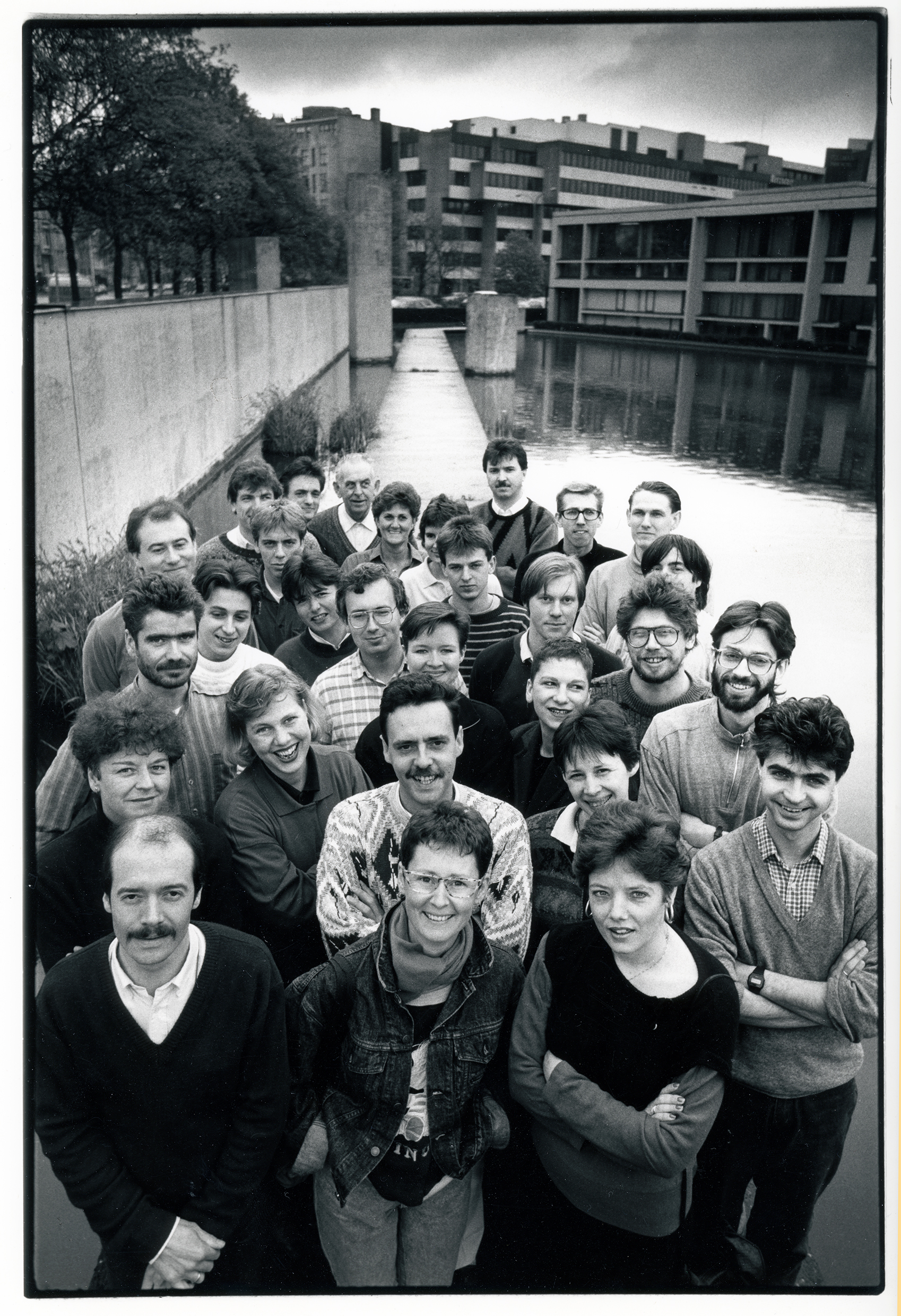
Groepsfoto personeel deSingel in 1989 met Myriam De Clopper (tweede van rechts, derde rij)

Myriam De Clopper (Antwerpen, 23 januari 1954) is een Belgisch theater- en dansprogrammator. Ze was van 1992 tot 2020 hoofd programmatie podiumkunsten van deSingel in Antwerpen.

## Biografie
De Clopper studeerde middeleeuwse en hedendaagse geschiedenis aan de universiteiten van Antwerpen en Gent. Ze begon in 1986 te werken in deSingel. In 1986 volgde ze Carolina De Backer op als dansprogrammator van deSingel en in 1992 volgde ze Frie Leysen op als hoofd programmatie podiumkunsten.
De Clopper legde in haar programmatie de nadruk op hedendaagse internationale artiesten, zoals Romeo Castellucci, Pina Bausch en Robert Wilson, en Belgische artiesten met internationale uitstraling, zoals Anne Teresa De Keersmaeker, Jan Fabre en Ivo Van Hove. Ze zocht altijd naar artiesten met een uitgesproken visie op kunst en de complexiteit van de wereld.
Onder leiding van De Clopper organiseerde deSingel ook verschillende festivals voor jong dans- en theatertalent, zoals Bouge B en ACT. Hiernaast overzag De Clopper ook het programma van Salon de la Pensée, waar uitgenodigde sprekers in deSingel in debat gingen over verschillende filosofische, artistieke, sociale of politieke onderwerpen.
In 2020 ging De Clopper met pensioen.